# Percile
Percile – miejscowość i gmina we Włoszech, w regionie Lacjum, w prowincji Rzym.
Według danych na rok 2004 gminę zamieszkiwało 216 osób, 12,7 os./km².